# Hugo V de Nordgau
Hugo V, hijo de Heinrich I, sucede en 1077, en el condado de Nordgau a Gerhard I, su hermano; fue conde de Egisheim-Dagsburg y miembro de la familia noble de los Eticónidas.

## Biografía
El emperador Enrique IV y el papa Gregorio VII, enfrentados a causa del derecho de investidura que se disputaban entre ambos, pusieron a Alemania en llamas en 1077 y los años siguientes.
En este contexto, Hugo V tomó partido por el emperador y se puso a su servicio; pero en cuanto Enrique fue excomulgado por la Santa Sede, y la asamblea de Forchheim eligió en su lugar a Rudolf von Rheinfelden, duque de Suabia, Hugo sirvió con entusiasmo los intereses del papa y el nuevo emperador.
El conde Hugo era muy religioso y veía con un pesar infinito que los príncipes laicos del Imperio quisieran sacudirse el yugo de la iglesia romana, lo que lo hizo nombrar por todos los historiadores de la época, Ugo comes de Eginisheim, indefessus miles sancti Petri.
Protegió a Alsacia con un ejército considerable, e impidió que el emperador Enrique, que acababa de asolar Suabia y el Breisgau, en 1077, penetrara en esta provincia. Hugo y sus tropas derrotaron al año siguiente a las del obispo de Estrasburgo, Werner, que consideraba como emperador a Enrique, y lo obligaron a abandonar Alsacia, donde estaba estacionado.
Los asuntos del Imperio continuaban en estado alarmante. El emperador Enrique IV había armado un ejército formidable contra su competidor Rudolf von Rheinfelden, al que forzó a retirarse a Sajonia, después de haberle hecho perder dos batallas. Enrique a continuación acampa cerca de Merseburg, y Rudolf, cuyos recursos se agotaban día a día, queriendo en su desesperación hacer un último esfuerzo, marcha directo hacia Enrique con sus sajones. Los dos ejércitos se enfrentaron, el 15 de octubre de 1080, en  Hohenmölsen an der Weißen Elster, en la Alta Sajonia.
El ala derecha de los imperiales estaba comandada por Godofredo de Bouillón, el mismo que más tarde sería rey de Jerusalén, y el ala izquierda por Friedrich von Staufen. Rudolf comandaba a sus tropas en persona y fue asistido por Otto von Northeim, el ex duque de Baviera. Los sajones comenzaron la batalla y cayeron sobre el ala de Godofredo de Bouillon, que los recibió con tal firmeza que fueron rechazados con pérdidas considerables. Rudolf perdió en el combate la mano derecha y recibió una herida mortal en el abdomen. Otros dicen que Godofredo llevando el estandarte del Imperio, hirió a Rudolf en la parte inferior del abdomen; de todos modos, Rudolf perdió la batalla y la vida; fue transportado a Merseburg, donde murió poco después.
Enrique IV queriendo recompensar el valor y la fidelidad de Friedrich von Staufen, que había contribuido a esta victoria decisiva, le da en matrimonio a su hija Agnes von Waiblingen, y le confiere los ducados de Suabia y Alsacia, que habían pertenecido a Rudolf.
En cuanto Friedrich se hizo cargo de estos ducados, quiso tomar venganza de los príncipes que habían sido contrarios al emperador su suegro; despojó en 1086, a Hugo V de su condado del Nordgau, y lo forzó a retirarse de la Baja Alsacia; pero Hugo, que combinaba a su intrepidez de carácter recursos infinitos, reunió un ejército con el cual penetró, en 1088, en su condado y amenazó a la ciudad de Estrasburgo, donde se refugiaba el obispo Otto von Büren, hermano del duque Friedrich. El prelado pronto se vio obligado a pedir la paz y convocó al conde Hugo a su propio palacio para que tratara con él. Hugo, pleno de confianza en la palabra de un obispo, acude al palacio y mientras está durmiendo los criados de Otto lo degüellan a la noche del 4 al 5 de septiembre de 1089.
La muerte del príncipe fue considerada por los cismáticos o partidarios del emperador Enrique IV, como una gran victoria. El obispo de Naumburg, Walram, ardiente amigo de este monarca y del antipapa Wibert, declara en su obra: Hug potentissimus comes Alsaciae post multa crudelia, quae fecerat vel in ecclesia vel in re publica, occisus est. Esta descripción es lanzada por un enemigo personal del conde Hugo, y un firme partidario del emperador Enrique IV. El reproche que se le hace de ejercer crueldades hacia la iglesia, es infundado; pudo, en las diversas guerras en las que participó, actuar rigurosamente contra los obispos o clérigos que se habían separado de la Santa Sede para favorecer al emperador; pero nunca se encontró contra él ninguna prueba fundada de asesinato, saqueo, o incendio, atrocidades que eran comunes en esos tiempos de devastación.
Hugo V había sucedido a su padre como Vogt de la abadía de Andlau.
El conde Hugo había firmado, en 1078, la carta mediante la cual Teodorico II, duque de Lorena, restituyó los diezmos de Sainte-Marie-aux-Mines y  Saint-Blaise en el Leberthal (Val de Lièpvre), a la abadía de Saint-Denis: Ego igitur Theodoricus Lotharingorum Dux et Marchio, etc. Hujus etiam cartae trado munitionem, ad deffendendam infra signatorum testimonio veritatis, intentionem. Pibo Tullensis episcopopus, Theodoricus Virdunensis episcop., comes Rembaldus, comes Hugo, etc.
Se debe a la piedad de Hugo y su esposa, la fundación de la abadía de San León de Toul. La carta de Pibo, obispo de esa ciudad, que constituye esta fundación, dice: Siquidem ego positus inter spem et curas, Hugoni comiti, filio comitis Henrici, etc. Et igitur ipse comes et sua comitissa et ego, etc. Et siquidem strenuus comes Hugo de Dasborc, venerabilis Henrici filius, intrinsecus dei tactus inspiratione, et nobilis prosapiae beati Leonis de qua descenderat, etc.
La trágica muerte del conde Hugo, y las guerras que tuvo que sostener con Otto von Büren, obispo de Estrasburgo, fueron objeto de un drama histórico en cinco actos y en prosa, impreso en Basilea en 1780, bajo el título de la «Guerre d'Alsace», una obra de Louis Ramond de Carbonnières.

## La sucesión del conde Hugo
Hugo V fue el último príncipe de la ilustre casa de condes del Nordgau, descendiente de la Casa de Alsacia; no deja posteridad de su esposa, Mathilde, hija de Ludwig I von Mömpelgard y Sophia von Mousson und Bar. El condado de Nordgau pasa, a la muerte de Hugo, a los condes de Metz; según la hipótesis de los autores Schöpflin-Grandidier, por intermedio de Spanechildis, a quien proponen como hija de Gerhard, conde de Egisheim y nieta de Hugo IV, que se había casado con Folmar III, conde de Metz. El historiador Heinrich Witte sostiene que lo único que podemos decir sobre Spanechildis es que no se conoce su origen. No pudo haber sido una hija heredera, ya que no aportó a la Casa de Lunéville ni el condado de Dagsburg ni el condado de Nordgau. Para Egisheim incluso se ha detectado a otra heredera. El condado de Nordgau pasó al conde Gottfried, que ya era conde en Bliesgau. Claramente, el conde Gottfried poseía el condado de Nordgau no por herencia, sino por concesión, y lo único que sabemos acerca Spanechildis, es que era la mujer de Folmar III, y posiblemente la madre de Gottfried.